# ピンスク公国
T：トゥーロフ公国　P：ピンスク公国

S：スルツク公国　K：クレツク公国

D：ドゥブロヴィツァ公国　ST：ステパニ公国

周辺の主な公国

KI：キエフ公国　V：ヴォルィーニ公国

ピンスク公国（ベラルーシ語: Пінскае княства、リトアニア語: Pinsko kunigaikštystė）は、ピンスクを首都として、12世紀後半にトゥーロフ公国から分離した分領公国である。 公国の領土はヤセリダ川、ピナ川、ストィル川、ホルィニ川の下流（4河川ともプリピャチ川上流の支流。）に位置していた。首都はピンスク。

## 歴史
12世紀から13世紀にかけては、ピンスク公国はトゥーロフ公国と密接な関係にあり、またキエフ公国、ヴォルィーニ公国の影響下にあった。ピンスク公という称号は、1174年頃の記述に、「トゥーロフ公ならびにピンスク公」として、トゥーロフ公とは個別の名称での言及がある。最初のピンスク公は、トゥーロフ公ユーリーの子のヤロスラフとヤロポルクである。ヤロスラフは1183年にポロヴェツ族へのルーシ諸公の合同遠征軍に参加した。またヤロポルクは1190年頃に、彼の結婚についての記述がある。
『イパーチー年代記』には、1204年頃にピンスク公ウラジーミル（おそらく上記のトゥーロフ公ユーリーの子）が、ヴォルィーニ公国と戦争を行い、侵略されたという記述がある。1226年もしくは1227年には、ピンスク公ロスチスラフが、チャルトリースクでヴォルィーニ公ダニールと戦い敗北したことが述べられている。また、1229年、ヴォルィーニ公国とポーランド王国との戦争の際に、ピンスク公ウラジーミルはヤトヴャグ族からベレスチエ（現ブレスト）を守りきった。
一方、ピンスク公国は、リトアニア軍が、ピンスクを通過してヴォルィーニ公国へ進撃することに非常に苦しんだ。また、リトアニアとヴォルィーニとの戦争に関する記述の中で、1247年頃にピンスク公ミハイルという人物が、1262年には三兄弟のフョードル、デミド、ユーリーという公たちが言及されている。なお1263年にはリトアニア大公ミンダウガスが殺害された後、正教の剃髪式を受けていたミンダウガスの子のヴァイシュヴィルガスがピンスクへと逃れてきている。
リトアニア大公国をゲディミナス（あるいは他の公）が治めていた時期に、ピンスク公国はリトアニア大公国の一部となった。1320年にはナリマンタスの所領となり、1348年からは彼の子のミカロユス、ヴァシリー、ユルギス(ru)が統治した。ユーリー・セミョーノヴィチが死去するまで、ナリマンタスの子孫がピンスク公国を治め、その後はリトアニア大公ジーギマンタスの手に渡った。
1471年、ピンスク公国は、キエフ公セミョーン・オレリコヴィチ(ru)の未亡人である、マリヤ・ガシュトリドの手に渡った。その死後はマリヤの娘婿のフョードルの手に渡った。1521年にはジグムント1世が妻のボナ・スフォルツァにピンスク公国を託したが、1556年にボナがイタリアへ帰ると、公国からスタロストヴォへと改変され、ジグムント2世へ譲られた。1565年-1566年から、かつてのピンスク公国の領域は、ベレスチエ県(ru)のピンスク郡となった。